# Hjortsberga, Södertälje kommun

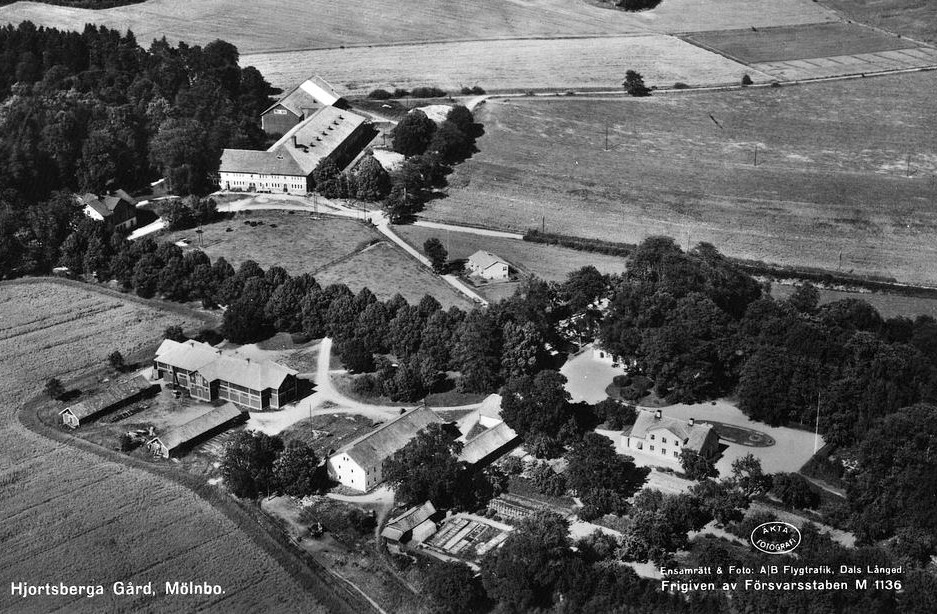
Flygfoto över Hjortsberga gård.

Hjortsberga säteri  är beläget i Vårdinge socken, Södertälje kommun i Stockholms län. Fastigheten bestod 2010 av 590 hektar åker och 330 hektar skog. Huvudbyggnaden till Hjortsberga gård brann ned till grunden i februari 2012. En ny huvudbyggnad uppfördes i 1700-tals stil.

## Historia
Hjortsberga ligger nära sjön Julans norra strand. Namnet Hjortsberga (hiorsbiærgh) förekommer första gången i ett bytesbrev 1334, där Erik i Hjortsberga återfinns som vittne. I ägarelängderna finns Lovisin, Gripenwaldt, Uggla, Ulfsparre med flera. År 1750 sålde kammarherren Carl Hildebrandsson Uggla säteriet till landshövdingen Olof Benjamin Ehrencreutz. Denne vidarebefordrade gården sedermera till brodern Johan. När han avled övertog änkan säteriet. Catharina Ehrencreutz lät uppföra en mangårdsbyggnad 1765 efter ritningar av C. Wijnblad. En våning till byggdes senare, men hela byggnaden brann ned 1856. I dess ställe uppfördes en av flyglarna. Ehrencreutz dotter gifte sig med en Silfversparre. År 1846 sålde ättlingar gården till brukspatronen Carl Oskar Wester, som i sin tur sålde vidare till kapten Carl Knutsson Leijonhufvud 1853.
Hjortsberga säteri ägs numera (2013) av familjen Printzsköld, som tills nyligen ägde Krusenhofs gods i Kvillinge socken, Norrköpings kommun, Östergötland. På gården fanns en stor trädgård, kvarn, kalkugn, bränneri med mera.